# Діньшурка
Діньшу́рка — річка в Росії, ліва притока Чепци. Протікає територією Удмуртії (Балезінський район).
Річка починається неподалік села Бахтієво, протікає північний схід. Впадає до Чепци біля колишнього села Сед'яр. Береги річки в нижній течії заліснені, перед гирлом утворено заплавне озеро. Приймає декілька дрібних приток.
Над річкою розташоване лише село Бахтієво, але раніше тут знаходились і колишні села Ананьпі, Бісарпі та Діньшур. Річку перетинають автомобільна магістраль Іжевськ-Глазов та залізниця Кіров-Перм.